# الغزو الفاطمي الثاني لمصر (919–921)
الغزو الفاطمي الثاني لمصر، وقع الغزو ما بين عامي 919م-921م، بعد فشل المحاولة الأولى في عامي 914م-915م. وتولى قيادة هذه الحملة الوريث الظاهري للخليفة الفاطمي القائم بأمر الله. استولى الفاطميون على مدينة الإسكندرية بسهولة، في حين أن الحامية العباسية في الفسطاط كانت أضعف وتمرد الجنود العباسيون بسبب نقص الأجور، لم يستغلها القائم بأمر الله لشن هجوم فوري على المدينة، مثل تلك التي فشلت في 914م. في مارس 920م تم تدمير القوات البحرية الفاطمية من قِبل الأسطول العباسي، ووصلت التعزيزات العباسية تحت قيادة مظفر إلى مدينة الفسطاط. في صيف 920م القائم بأمر الله كان قادرا على الاستيلاء على واحة الفيوم، وفي ربيع 921م بسط سيطرته على جزء كبير من الصعيد بمصر، في حين تجنب معتز مواجهة مفتوحة وبقي في مدينة الفسطاط، انخرط الجانبان آنذاك في معركة دبلوماسية ودعائية، حيث حاول الفاطميون على وجه الخصوص أن يضربوا السكان المسلمين إلى جانبهم والتي باءت بالفشل. وحكم على حملة الفاطميون بالفشل عندما استولى أسطول ثمالة على الإسكندرية في مايو/يونيو 921م؛ وعندما تحركت قوات الخلافة العباسية على الفيوم، اضطرالقائم بأمر الله إلى التخلي عنها والذهاب غربا فوق الصحراء.

## الخلفية
وصل الفاطميون إلى السلطة في إفريقية عام 909م، عندما أطاحوا بسلالة الأغالبة الحاكمة بدعم من بربر كتامة. على عكس أسلافهم، الذين كانوا راضين ببقاء سلالة إقليمية في الأطراف الغربية للخلافة العباسية، كان لدى الفاطميين ادعاءات مسكونية: كطائفة شيعية إسماعيلية تدعي النسب من فاطمة، ابنة محمد وزوجة علي، اعتبروا العباسيين السنة مغتصبين وكانوا مصممين على الإطاحة بهم وأخذ مكانهم. وهكذا في أوائل عام 910 أعلن الحاكم الفاطمي عبد الله نفسه إمامًا وخليفةً باسم «المهدي بالله» (حكم 909-934).
وتماشيا مع هذه الرؤية الإمبريالية، وبعد تأسيس حكمهم في إفريقية، كان الهدف التالي هو مصر، بوابة إلى بلاد الشام والعراق، مقر منافسيهم العباسيين. الغزو الأول في 914-915 في عهد الوريث الفاطمي-الظاهر القائم بأمر الله القبض على برقة، الإسكندرية وواحة الفيوم، لكنه فشل في اتخاذ الفسطاط. بعد وصول التعزيزات من سوريا والعراق تحت مؤنس المظفر، تراجع القائم بامر الله إلى إفريقية. في أعقاب انسحابه، فقدت برقة مرة أخرى.

### استعادة برقة
على الرغم من فشلهم، بدأ الفاطميون على الفور في التخطيط لهجوم ثانٍ على مصر، بدءًا من استعادة برقة. تم تحقيق ذلك باستسلام برقة، عاصمة المنطقة، بعد حصار دام 18 شهرًا، في أبريل 917. وكانت العقوبة التي تُنزل على سكان المدينة قاسية، وفر الكثير منهم إلى الإسكندرية بأعداد كبيرة. عزز حاكم مصر العباسي، دوكا الرومي، حامية المدينة.
ومن الواضح أن الفاطميين كانوا متعاطفين في مصر، حيث استاء المصريون منذ أوائل القرن التاسع من حكم بغداد؛ واضطر دوكا إلى إعدام عدة أشخاص بسبب مقابلتهم المهدي وابنه، القائم.

## غزو مصر

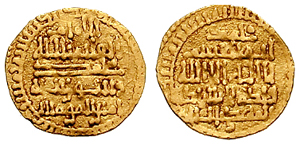
الدينار الذهبي من القائم بأمر الله الخليفة الفاطمي في 934-946. كما وريث واضح لوالده، قاد اثنين من الغزوات الفاطمية في وقت مبكر من مصر

الغزو الثاني لمصر معروف في الغالب من مصادر سنية معادية للفاطميين. بدأت الحملة في 5 أبريل 919م، عندما انطلق القائم من رقادة على رأس جيشه.

### الاستيلاء على الإسكندرية وتحصين دوكا للجيزة
وصلت الطليعة قبل الإسكندرية في 9 يوليو 919، بينما جاء الجسم الرئيسي بقيادة القائم بامر الله في سبتمبر / أكتوبر. فاجأ وصول القوة الفاطمية الاستكشافية في يوليو 919 حاكم المدينة، نجل ذوكا، مظفر على حين غرة. مع مساعديه والعديد من السكان، هرب دون أن يخوض معركة. بعد أن اعترفت سابقا بالسيادة الفاطمية وبالتالي أصبحت الآن في حالة ثورة، تم نهب المدينة من قبل القوات الفاطمية.
كان وضع دوكة الرومي حرجًا: على عكس الغزو الفاطمي السابق، عندما وقف السكان إلى حد كبير وراء جهود الدفاع عن الفسطاط وتسليح أنفسهم للمعركة، انتشر الذعر، وهرب أولئك الذين كانت لديهم الإمكانيات من البلاد إلى بلاد الشام. في نفس الوقت، أثبتت الحامية أنها غير راغبة في القتال من أجل نقص الأجور; في الواقع، هرب العديد من الضباط مع وحداتهم ل فلسطين.
كما في عام 914م، ركز دوكا قواته القليلة في الجيزة، عبر النيل من الفسطاط، حيث أتاح الجسر العائم الوصول إلى جزيرة الروضة والمدينة نفسها. هناك قام بتحصين رأس الجسر، وأقام حصنًا ومعسكرًا محصنًا لقواته. بعد فترة وجيزة، ومع ذلك، فإن المدير المالي الجديد لمصر، الحسين المدهري، وصل بأموال كافية للدفع للقوات النظامية متأخراتها. على 11 أغسطس، توفي دوكا، وسلفه تاكين الخزري تم اختياره لخلافته؛ لم يصل إلى الفسطاط حتى يناير 920م، وعندها أمر بحفر خندق ثاني حول المخيم في الجيزة.

### رد الفعل العباسي والنصر البحري لثمال
على عكس عام 914، لم يتخذ القائم أي خطوة لاستغلال ضعف حامية الفسطاط واقتحام الجيزة، على الرغم من توافق العديد من الشخصيات الرئيسية، بما في ذلك الوزير الطولوني السابق، أبو بكر محمد بن علي المدارعي معه. وبدلاً من ذلك، بقي في الإسكندرية بقية العام، حيث استمرت التعزيزات في الوصول. وشمل الأسطول الفاطمي 80 سفينة قوية بقيادة الخصي سليمان.
كما حشدت المحكمة العباسية قواتها في خبر الغزو الفاطمي؛ مرة أخرى، تم تكليف مؤنس المظفر بالقيادة العليا، تاركا بغداد في 23 فبراير 920.
الأهم من ذلك، أسطول طرسوس، تحت ثمال الدلافي، أعطيت أوامر بالإبحار إلى مصر. ثمال، مع 25 سفينة تحمل النار اليونانية، وصلت في الوقت المناسب لمنع السفن الفاطمية من دخول روزيتا فرع النيل، وفي 12 مارس، بالقرب أبو قير، ألحق هزيمة ساحقة على الأسطول الفاطمي، الذي كانت سفنه مدفوعة بالرياح إلى الشاطئ. قُتل أو أُسر معظم الطواقم الفاطمية. تم إحضار السجناء إلى المقس على النيل، حيث أطلق تاكين سراح معظم البحارة العاديين، بينما قام الأدميرال سليمان و 117 من ضباطه بالتجول علنًا في الفسطاط. تم تسليم كتامة والحرس الأسود (زويلة)، البالغ عددهم حوالي 700 رجل، إلى الغوغاء ليتم إعدامهم دون محاكمة.
في 25 مايو، وصل مؤنس إلى الفسطاط، وتمركز مع رجاله الثلاثة آلاف في الجيزة. تم إرسال المزيد من المفارز شمالاً، وصولاً إلى دمنهور في شمال غرب دلتا النيل، والتي كانت تحت سيطرة محمد بن طوج، وكذلك جنوباً، لمنع تقدم محتمل للفاطميين إلى صعيد مصر.

### الاستيلاء الفاطمي على الفيوم وصعيد مصر والمواجهة مع مؤنس
في الواقع، قرر القائم، الذي ضغط للحصول على الإمدادات في الإسكندرية، تكرار مناورة 914: في 30 يوليو غادر الإسكندرية، وتجاوز الجيزة، واستولى على واحة الفيوم الخصبة، والتي يمكن أن توفر المؤن وقاعدة للعمليات. كما كان من قبل، شرع في فرض ضرائب على السكان، كما لو كان الحاكم الشرعي لمصر.
في الإسكندرية، ترك وراءه فتح بن ثعلبة، مع أوامر ببناء العديد من المقاليع (المنجنيق والعردة) لحماية ميناء المدينة من هجوم بحري من قبل أسطول ثامل. لم يعارض مؤنس هذه الخطوة، لأن قواته لم تكن كافية لمواجهة الفاطميين في معركة مفتوحة، وكان يواجه صعوبات في توفير رواتب جنوده. علاوة على ذلك، عندما توفي القائد الذي أرسله إلى صعيد مصر في ربيع 921، تمكن كتامة بسهولة من السيطرة على المنطقة بأكملها، حتى أسقفية العشمونية القبطية. لم يؤدي هذا فقط إلى زيادة المساحة الخاضعة للضرائب من اجل القائم، بل أدى أيضًا إلى وقف توريد الحبوب في الفسطاط من هناك.

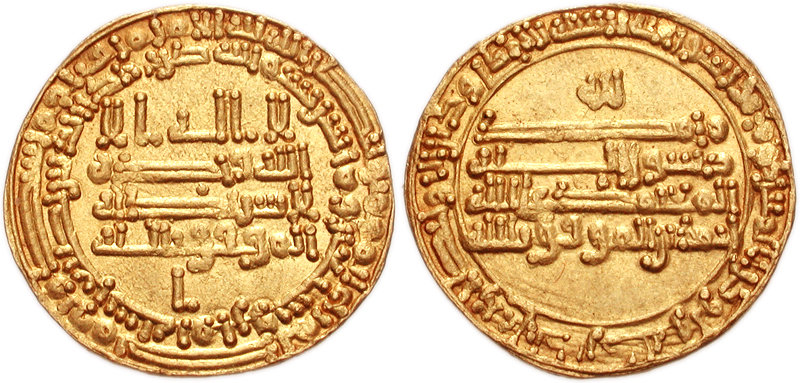
الدينار الذهبي المقتدر الخليفة العباسي في 908-932

لمدة عام كامل، تجنب كلا الجانبين الصراع المفتوح، وانخرطا بدلا من ذلك في معركة دبلوماسية ودعاية. قدم مونس وعودا بالسلوك الآمن (صباحا)، وكذلك الاعتراف بالفاطميين كحكام مستقلين لإفريقية على غرار الأغالبة، إذا قدم القائم للخليفة العباسي. رفض القائم هذه المبادرات في رسالة كررت مطالبات الفاطميين بالسيطرة العالمية بوصفهم الورثة الشرعيين لمحمد. جزء من قصيدة طويلة تحض سكان الفسطاط على محاكاة «الغربيين» واتباع الفاطميين الشرعيين الدعوة على قيد الحياة أيضا; أرسل مؤنس نسخة إلى بغداد، حيث الباحث الصولي تم تكليفه بتأليف رد. اعتبر رده على ادعاءات الفاطميين ناجحا لدرجة أن الخليفة المقتدر أعطاه 10000 دينار كمكافأة.
كما واصل القائم بامر الله مراسلاته مع المدارعي، الذين أبلغوه بضعف حامية الفسطاط، لكنهم ربما يكونون قد لعبوا لعبة مزدوجة، في محاولة لتأخير الهجوم حتى وصول القوات العباسية الجديدة. وفي الوقت نفسه، وجه القائد الفاطمي نداءات إلى مدينتي الإسلام المقدستين، مكة والمدينة، لحثهما على الاعتراف بادعاءات الفاطميين بالسيادة على العالم الإسلامي. تم تجاهل طلباته.

### الانتعاش العباسي للإسكندرية والفيوم، تراجع القائم
أخيرًا، في أواخر ربيع 921، بينما أرسل مؤنس أحد مكاتبه للهجوم باتجاه الفيوم، أبحر ثمال مع أسطوله عبر النيل إلى الإسكندرية. تم الاستيلاء على المدينة بسهولة نسبية من حامية كوتاما (مايو / يونيو 921)، الذين تركوا وراءهم الكثير من متاجرهم ومعداتهم. قام ثمال بإجلاء سكان المدينة إلى رشيد، ثم تبعه مع أسطوله.
في 28 يونيو، انطلق مؤنس وتكين مع أسطول ثمال مع كل قواتهم لمهاجمة الفيوم. قام الجيش العباسي والأسطول معًا بقطع اتصال فايم الوحيد بنهر النيل عند الإلهون ، مما أدى إلى قطع القائم ورجاله في الواحة عن بقية البلاد. بمجرد أن بدأت القوات العباسية بالتقدم إلى الواحة ، أمر القائم في 8 يوليو / تموز بالانسحاب: حيث تُركت جميع المعدات الثقيلة ، بينما كان هو ورجاله يشقون طريقهم عبر الصحراء إلى الطريق الساحلي إلى برقة ، وهو طريق شاق. المسيرة التي يموت فيها الكثير.

## العواقب
كان الفشل المتجدد للغزو الثاني لمصر بمثابة إحراج كبير للفاطميين. حاول المدافعون الفاطميون شرح الفشل كجزء من الخطة الإلهية للسلالة الموجهة من الله. تدعي سورة الإمام المهدي المجزأة أن القائم عاد «غير مهزوم» من مصر ، بينما أصر الناطق باسم الفاطميين في وقت لاحق في القرن ، القاضي النعمان، على أن المهدي ، برفقته علم الله المسبق ، أن ابنه سيهزم ، لكن الحملة كانت ضرورية لإعلان نوايا الفاطميين ، وإثبات حماستهم في تنفيذ الجهاد ، ونشر دعوتهم.
لبضع سنوات ، واصل الفاطميون شن هجمات من برقة على مصر: في 922 و 928، قاتلت القوات الفاطمية القوات العباسية في دات الهيم ، على بعد حوالي 60 كيلومترًا (37 ميلًا) غرب الإسكندرية ، بينما في عام 923، قاتل قائد فاطمي آخر داهمت إحدى واحات الصحراء الغربية (يُرجح أنها واحة الداخلة) ودمرت فيها ، قبل تفشي مرض أجبره على التراجع.
بصرف النظر عن التدخل القصير في النزاعات الداخلية للفصائل العسكرية في مصر عام 935، لم يتم القيام بمحاولة جادة للغزو لسنوات عديدة. لم يكن حتى عام 969، عندما تحول ميزان القوى بشكل أكثر حسماً لصالح الفاطميين ، تم شن غزو آخر واسع النطاق. بحلول ذلك الوقت ، لم تعد الخلافة العباسية ، التي أضعفتها الصراعات المستمرة على السلطة بين الفصائل البيروقراطية والمحكمة والعسكرية المتنافسة ، وحُرمت من المقاطعات النائية للسلالات المحلية الطموحة ، من الوجود ككيان سياسي ، مع تقليص الخلفاء العباسيين إلى بيادق لا حول لهم ولا قوة من البويهيون. في الوقت نفسه ، أصبح النظام الفاطمي أقوى وأكثر ثراءً بكثير ، وأصبح الآن يتخلص من جيش كبير ومنضبط. هذه المرة واجه الفاطميون مقاومة قليلة ، وتم غزو مصر. في عام 972، انتقلت المحكمة الفاطمية إلى مصر وأقامت نفسها في العاصمة الجديدة ، القاهرة، شمال الفسطاط.